# Andrew Drew
Pour les articles homonymes, voir Drew.
Andrew Drew, né à Londres le 27 novembre 1792 où il est mort le 19 décembre 1878, est un amiral britannique.

## Biographie
Il entre dans la Royal Navy en 1806. Lieutenant (1813) puis commandant, il établit les plans de Woodstock (1824). Le 29 décembre 1837, envoyé au Canada pour y réprimer la révolte des Patriotes, il reçoit l'ordre d'Allan Napier Mac Nab, assisté d'Alexander Mac Leod, de mettre le feu à la Caroline, un navire abritant les rescapés franco-canadiens. Un citoyen américain resté à bord trouve la mort. L'affaire devient rapidement un important incident diplomatique.
Accusé de meurtre, Drew est acquitté et revient en Angleterre en 1842. Il sert ensuite en 1843 comme capitaine dans les mers de l'ouest de l'Inde.
Rear-admiral (1863), vice-amiral (1869) il est promu amiral en 1875.
On lui doit l'ouvrage A Narrative of the Capture and Destruction of the Steamer Caroline (1863) où il donne sa version des événements.
Dans son roman Famille-Sans-Nom où Andrew Drew apparait dans la deuxième partie au chapitre XIII, Jules Verne déforme les événements en écrivant qu'il tua les survivants de la Caroline.